# Casa de Livia

Fotografía antigua de los restos de la Casa de Livia.

La Casa de Livia es una de las viviendas republicanas que se conservan en la colina del Palatino. Fue descubierta en 1869. La atribución de la casa a Livia Drusila, la esposa de Augusto no tiene ninguna base real y se remonta a las primeras excavaciones realizadas por Pietro Rosa por encargo de Napoleón III. 
El edificio parece haber sido un anexo de la Casa de Augusto, a la que estaba conectado. De hecho, no cuenta con todas las estancias de una vivienda romana, por lo que se cree que pudo haber servido de anexo privado a la Casa de Augusto. La Casa de Livia está situada no muy lejos del templo de la Magna Mater, en el extremo occidental de la colina del Palatino, en una terraza más baja que el templo y en un terreno ligeramente inclinado.

## Descripción

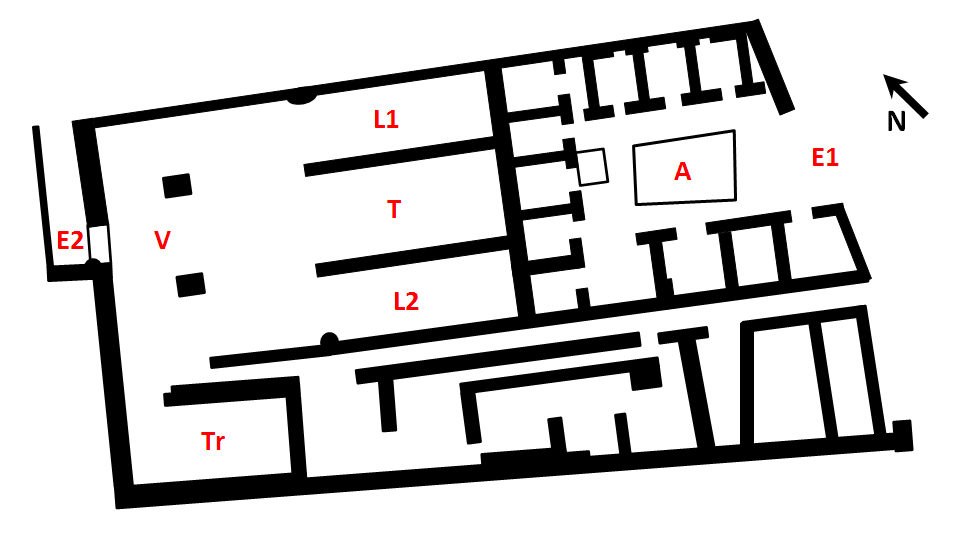
Plano de la Casa de Livia

Se accedía a través de un pasillo inclinado, que conserva el mosaico original del suelo, con teselas negras dispuestas en un patrón regular sobre un fondo de teselas blancas. El rellano también tiene una decoración similar. Lo más probable es que no se trate de la entrada original, que se cerró durante una de las diversas remodelaciones, sino que debía estar en el lado opuesto, donde quedan restos de un impluvium y de alguna cubicola (pequeñas habitaciones).
Desde aquí se accede a un peristilo, patio rectangular con pilares que debían sostener un techo, y de los que hoy sólo quedan las bases. El tablinum, situado entre otras dos habitaciones que dan al patio, debía ser el pasillo de comunicación entre las dos partes de la casa. Aquí y en las dos salas adyacentes se ha conservado una famosa decoración al fresco de segundo estilo, ahora desprendida y que data del 30 a. C.. Los muros eran más antiguos, como lo demuestra el desprendimiento que resalta los pasajes rellenados a propósito para disponer de toda la muralla: están en aparejo reticulado no demasiado regular, datados al 75 a. C.-50 a. C..

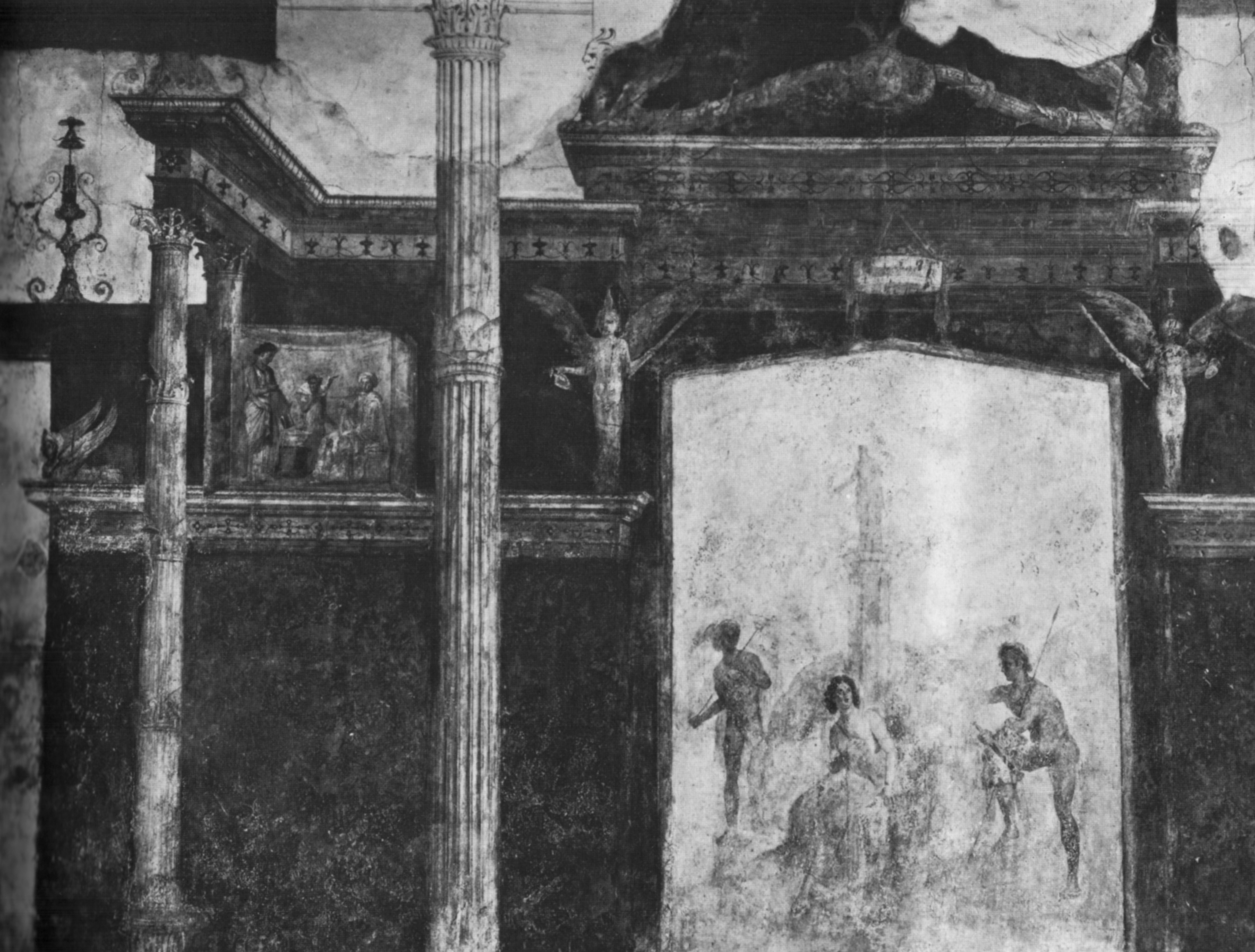
Frescos del tablinum de la Casa de Livia, datados a los años 30 a. C.

El muro mejor conservado es el muro derecho del tablinum, tripartito con columnas corintias pintadas sobre un podio bajo, representadas sobre bases altas que crean efectos ilusionistas al "atravesar" el muro. Soportan un artesonado en perspectiva, que crea una especie de telón de fondo teatral. En el centro, dentro de una falsa puerta abierta, se encuentra un sujeto mitológico, Io custodiada por Argo y Mercurio, una copia de una famosa pintura del griego Nicias. A los lados hay otras dos puertas pintadas y abiertas, donde en el centro se ve una compleja ciudad con arquitectura en perspectiva, no exenta de incoherencias y poblada por varios pequeños personajes (el de la derecha está perdido). A media altura hay pequeñas pinturas con escenas de género, mientras que toda la superficie está poblada por diversos elementos decorativos menores: esfinges, figuras aladas, racimos y candelabros. La pared opuesta a la entrada tenía en su centro una pintura con Polifemo y Galatea, bien conservada en el momento del descubrimiento, pero que ahora ha desaparecido casi por completo.
En la sala de la derecha, la pared de la izquierda está bien conservada, con una partitura de paneles más sencilla que el tablinum, con guirnaldas, frutas, follaje y, en la parte superior, un friso con fondo amarillo con escenas egipcias, realizado con una interesante técnica de boceto con lumeggiatura. La sala de la izquierda estaba decorada con partituras similares, pero sin elementos figurativos. En todas estas estancias se conservan restos del suelo en mosaicos blancos y negros más bien sencillos. En el tablinum hay también una tubería de plomo, que llevaba el agua a la casa; en ella, como es habitual, figura el nombre de la propietaria, Iulia Aug(usta), lo que hace pensar en que la propietaria fuera Livia Drusila, la esposa de Augusto. No obstante, este nombre también podría referirse al de la hija de Tito, Julia Flavia.
La sala situada al sur del patio (el llamado triclinium), cerca de donde salía el pasillo que probablemente conducía a la entrada original, también estaba decorada con pinturas, entre las que destacaba un paisaje con un simulacro anicónico de Diana en el centro de la pared frente a la entrada.

## Atribución
La atribución de la casa como "de Livia" se basa únicamente en el rastro del nombre genérico en la tubería, y en elementos circunstanciales como la proximidad a la Casa de Augusto. En cualquier caso, no se trata de la casa en la que Livia vivió con su primer marido Tiberio Nerón, que se cree se hallaba en lo que posteriormente se dio en llamar el Palacio de Tiberio, sino quizás de un ala reservada para ella en la casa de su marido, que era una aglomeración de varias casas más antiguas. 
Tras su regreso de Sicilia en el 36 a. C., Augusto se trasladó a la Casa de Augusto y comenzó a adquirir propiedades anexas y conectarlas a la vivienda original. Puede que fuera entonces cuando produjeron las grandes reformas que convirtieron la casa de Livia en una especie de anexo no-autosuficiente. De hecho, las pinturas se remontan a los años 30 a. C. y algunas restauraciones de ladrillos serían relevantes para después del incendio del año 3 d. C.

## Galería

Imágenes de la Casa de Livia
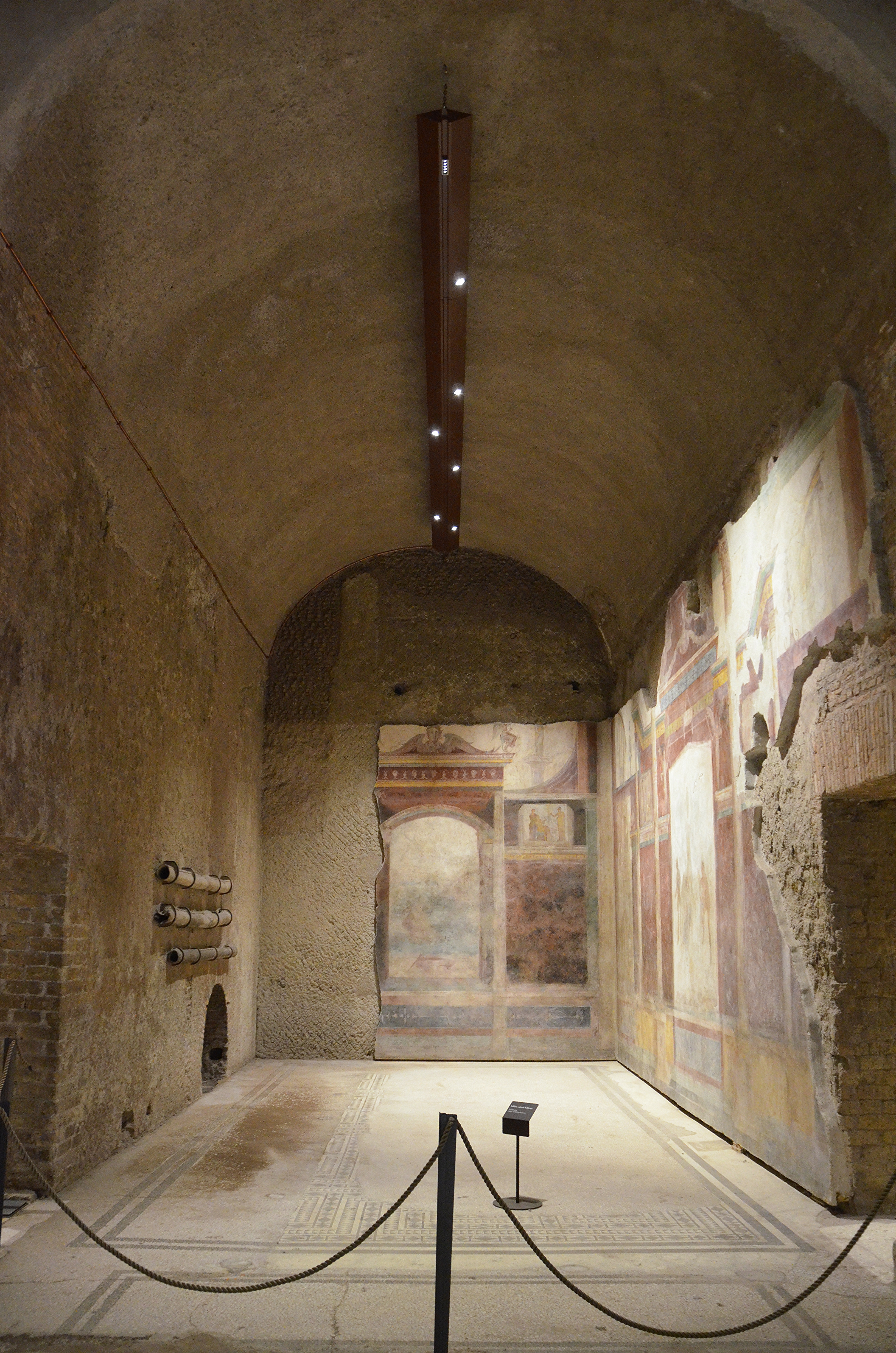
El tablinum.
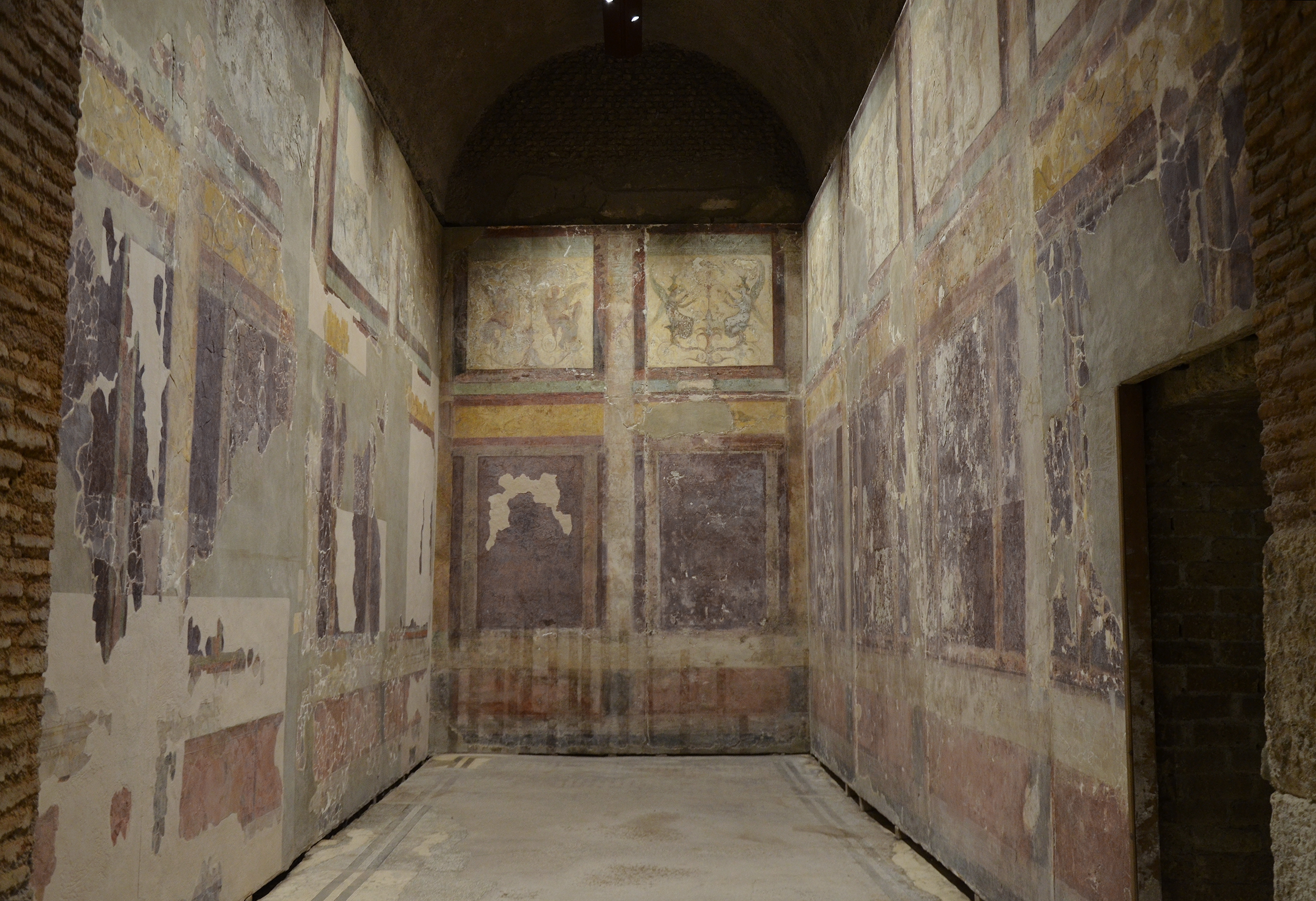
Uno de los cubiculum.
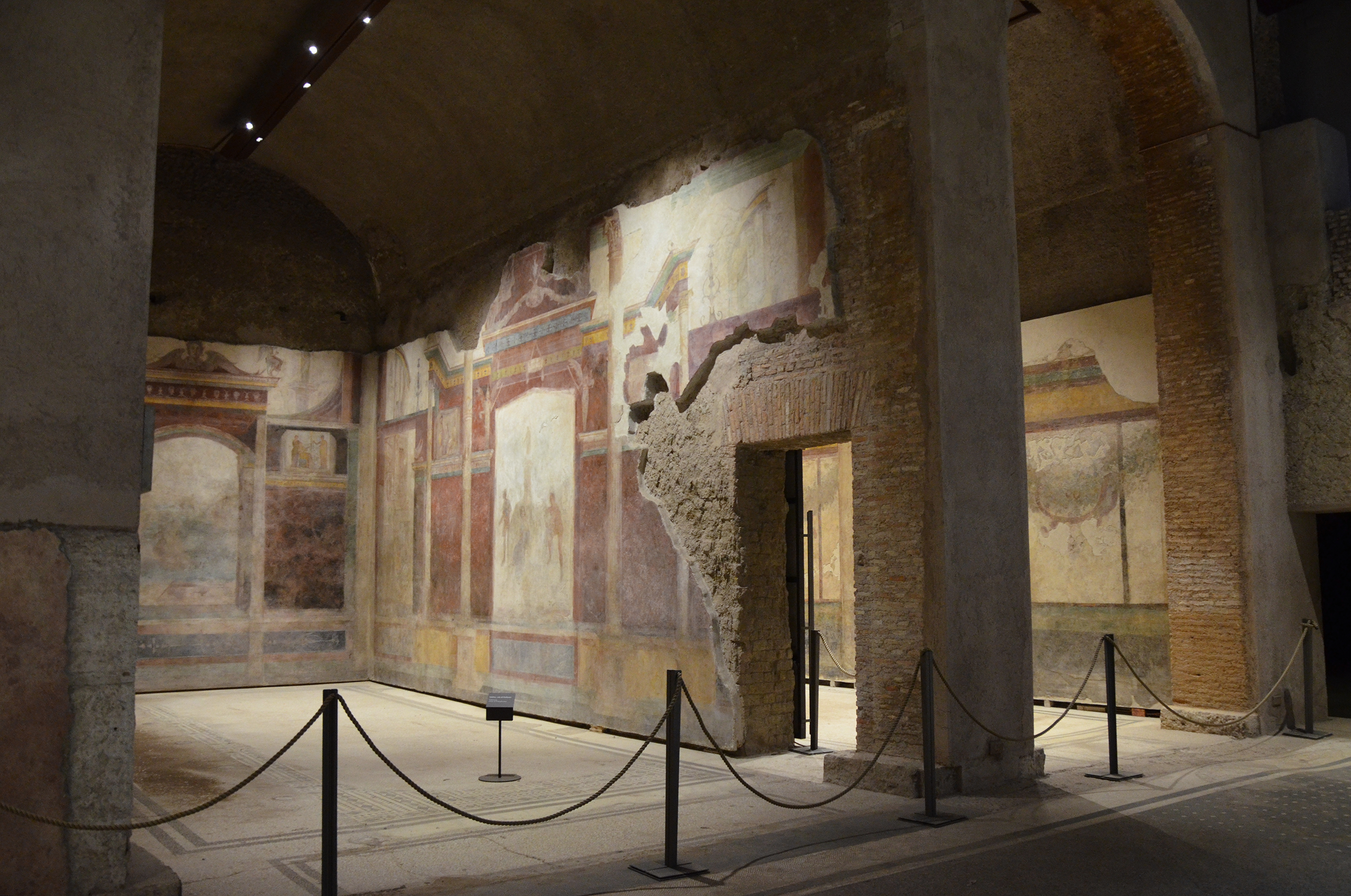
Vista general.
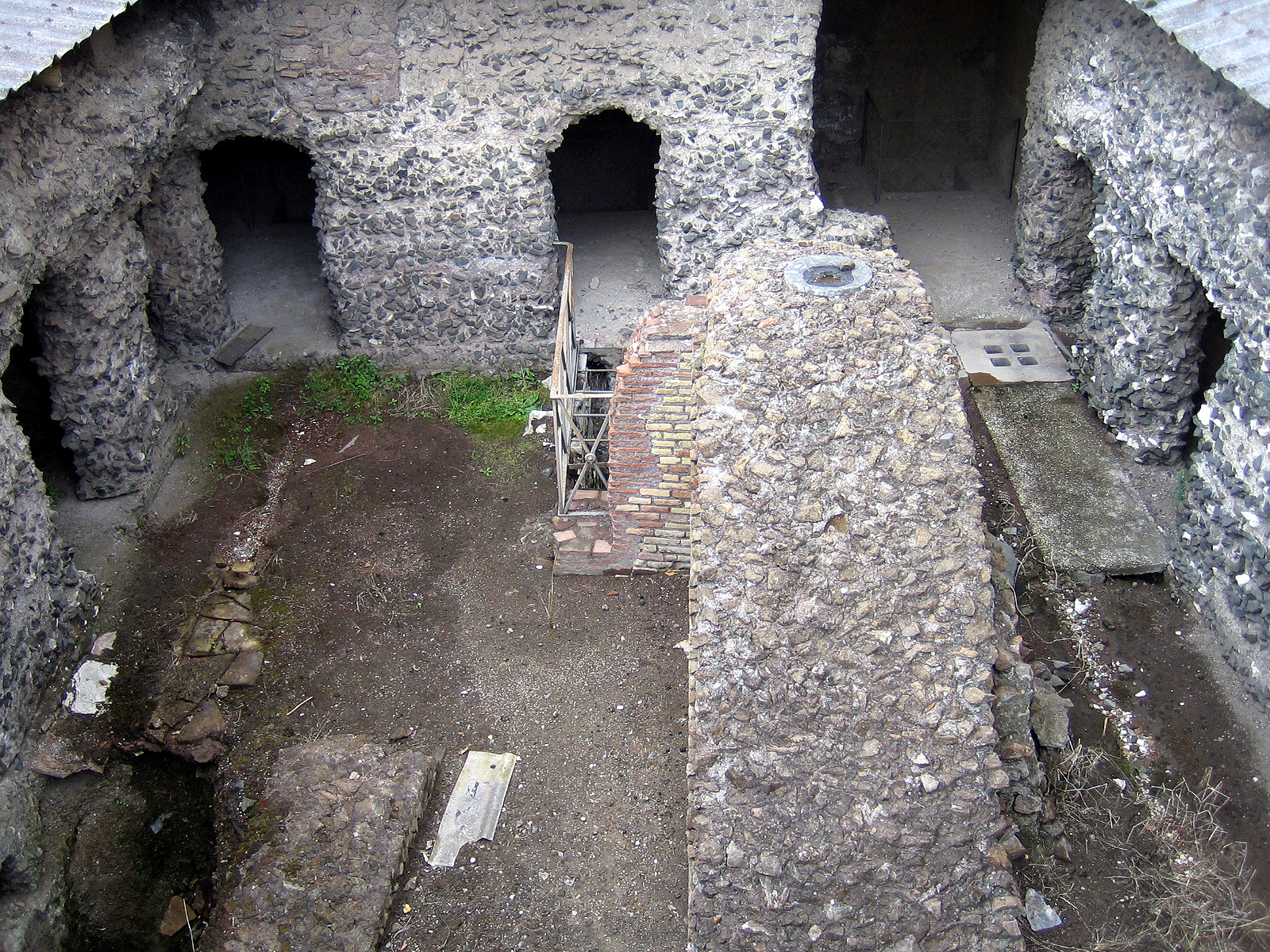
Vista del peristilo.